# What the Golf
What the Golf est un jeu vidéo développé et édité par Triband. Il a été publié sur Microsoft Windows et iOS via Apple Arcade en septembre 2019, et sur Nintendo Switch le 21 mai 2020.

## Développement
What the Golf a été financé par le site Web américain Fig.

## Accueil
What the Golf a reçu des critiques «généralement favorables», selon l'agrégateur de critiques Metacritic. Sergio Velasquez de TouchArcade a salué l'élément de surprise présenté par le jeu. Jordan Devore de Destructoid a apprécié la valeur comique du jeu. Christopher Livingston, écrivant pour PC Gamer, tout en faisant l'éloge de la comédie, a apprécié à la fois la bande originale et le défi de chaque niveau. Cependant, James O'Connor de GameSpot n'a pas apprécié les différences entre les éditions Windows et Apple.